# Campionato argentino di rugby a 15 1987
Il Campionato Argentino de Mayores 1987 è stato vinto dalla selezione della Unión de Rugby de Tucumán che ha battuto in finale la selezione della Unión Cordobesa de Rugby. Una vittoria storica, che interrompe un dominio della selezione di Buenos Aires che durava dal 1986.
In questa edizione cambia anche la formula, con le 18 squadre divise in 6 gruppi ("Zonas").
Le vincenti alla poule titolo e le altre a poule di classificazione.
È un passaggio propedeutico alla formula a "livelli" di merito che sarà introdotta nel campionato 1988.

## Contesto
- I "Pumas" superano facilmente la Spagna in tour in Sudamerica

- Vincono anche l'ultimo test pre mondiale con l'Uruguay (38-3).
- Alla prima edizione della Coppa del Mondo, i "Pumas", malgrado grandi ambizioni escono al primo turno. Fatale la sconfitta con Figi. Inutile la vittoria con l'Italia e la buona prestazione con la fortissima Nuova Zelanda.

- A seguire l'Australia restituisce la visita dell'anno prima. Pareggio nel primo test (19-19). Nel secondo test, I wallabies vincono invece per 27-19.

- Proprio contro l'Australia si chiude la carriera internazionale di Hugo Porta (che però rientrerà brevemente in nazionale nel 1990).
- La selezione di Tucumàn e la selezione di Rosario si aggiudicano a pari merito il campionato "Juvenil", pareggiando (28-28) la finale.

## Fase preliminare
| ZONA A     |            |   |            |        |  |
| Sett. 1987 | Córdoba    | - | Entre Rios | 19 - 9 |  |
| Sett. 1987 | Entre Rios | - | Austral    | 44 - 3 |  |
| Sett. 1987 | Córdoba    | - | Austral    | 47 - 0 |  |

Classifica: 1°Córdoba 4 pt.; 2° Entre Ríos 2 pt.; Austral 0 pt.

| ZONA B     |                     |   |                     |         |  |
| Sett. 1987 | Cuyo                | - | Santiago del estero | 31 - 3  |  |
| Sett. 1987 | Cuyo                | - | Santa Fe            | 12 - 6  |  |
| Sett. 1987 | Santiago del estero | - | Santa Fe            | 13 - 12 |  |

Classifica: 1° Cuyo 4 pt.; 2° Sgo.del Estero 2 pt.; Santa Fe 0 pt.

| ZONA C     |         |   |            |        |  |
| Sett. 1987 | Noreste | - | Alto Valle | 12 - 4 |  |
| Sett. 1987 | Tucumán | - | Alto Valle | 66 - 0 |  |
| Sett. 1987 | Tucumán | - | Boreste    | 9 - 0  |  |

Classifica: . 1° Tucumán 4 pt.; 2° Noreste 2 pt.; 3° Alto Valle 0 pt.

| ZONA D     |               |   |               |        |  |
| Sett. 1987 | Salta         | - | Mar del Plata | 10 - 9 |  |
| Sett. 1987 | Salta         | - | Jujuy         | 36 - 4 |  |
| Sett. 1987 | Mar del Plata | - | Jujuy         | 60 - 0 |  |

Classifica: 1° Salta 4 pt.; 2° Mar del Plata 2 pt.; 3° Jujuy 0 pt.

| ZONA E     |              |   |          |         |  |
| Sett. 1987 | Misiones     | - | Sur      | 19 - 13 |  |
| Sett. 1987 | Buenos Aires | - | Sur      | 52 - 0  |  |
| Sett. 1987 | Buenos Aires | - | Misiones | 35 - 0  |  |

Classifica: 1° Buenos Aires 4 pt.; 2° Misiones 2 pt.; 3° Sur 0 pt.
| ZONA F     |          |   |         |         |  |
| Sett. 1987 | San Juan | - | Rosario | 13 - 10 |  |
| Sett. 1987 | San Juan | - | Chubut  | 38 - 4  |  |
| Sett. 1987 | Rosario  | - | Chubut  | 31 - 0  |  |

Classifica: 1° San Juan 4 pt.; 2° Rosario 2 pt.; 3° Chubut 0 pt.

## Finali 13 posto
| Gruppo 5   |            |   |            |         |  |
| Sett. 1987 | Santa Fe   | - | Alto Valle | 35 - 10 |  |
| Sett. 1987 | Alto Valle | - | Chubut     | 17 - 9  |  |
| Sett. 1987 | Santa Fe   | - | Chubut     | 41 - 6  |  |

Classifica: 1° Santa Fe 4 pt.; 2° Alto Valle 2 pt.; Chubut 0 pt..

| Gruppo 6   |       |   |         |        |  |
| Sett. 1987 | Jujuy | - | Austral | 13 - 9 |  |
| Sett. 1987 | Sur   | - | Jujuy   | 32 - 0 |  |
| Sett. 1987 | Sur   | - | Austral | 26 - 4 |  |

Classifica: 1° Sur 4 pt.; 2° Jujuy 2 pt.; 3° Austral 0 pt.

| Finale     |          |   |     |        |  |
| Sett. 1987 | Santa Fe | - | Sur | 13 - 9 |  |

## Finali 7º posto
| Gruppo 3   |         |   |                     |        |  |
| Sett. 1987 | Rosario | - | Santiago del estero | 16 - 3 |  |
| Sett. 1987 | Noreste | - | Rosario             | 12 - 9 |  |
| Sett. 1987 | Noreste | - | Santiago del estero | 6 - 6  |  |

Classifica: 1° Noreste 3 pt.; 2° Rosario 2 pt.; 3° Sgo.del Estero 1 pt.

| Gruppo 4   |               |   |            |        |  |
| Sett. 1987 | Mar del Plata | - | Misiones   | 19 - 6 |  |
| Sett. 1987 | Mar del Plata | - | Entre Rios | 6 - 6  |  |
| Sett. 1987 | Entre Rios    | - | Misiones   | 33 - 0 |  |

Classifica: 1° Entre Ríos 3 pt. (+ 33); 2° Mar del Plata 3 pt. (+ 13); 3° Misiones 0 pt.

| Finale 7º posto |            |   |         |        |  |
| Sett. 1987      | Entre Rios | - | Noreste | 13 - 4 |  |

## Poule per il titolo
| Gruppo 1   |         |   |          |        |                           |
| Sett. 1987 | Salta   | - | San Juan | 13 - 9 | Chateau Carreras, Córdoba |
| Sett. 1987 | Tucumán | - | Salta    | 33 - 3 | Chateau Carreras, Córdoba |
| Sett. 1987 | Tucumán | - | San Juan | 3 - 0  | Chateau Carreras, Córdoba |

Classifica: 1° Tucumán 4 pt.; 2° Salta 2 pt.; 3° San Juan 0 pt.

| Gruppo 2   |         |   |              |         |                           |
| Sett. 1987 | Cuyo    | - | Buenos Aires | 26 - 7  | Chateau Carreras, Córdoba |
| Sett. 1987 | Córdoba | - | Cuyo         | 15 - 7  | Chateau Carreras, Córdoba |
| Sett. 1987 | Córdoba | - | Buenos Aires | 18 - 15 | Chateau Carreras, Córdoba |

Classifica: 1°Córdoba 4 pt.; 2° Cuyo 2 pt.; 3° Buenos Aires 0 pt.

### Finali
| Finale 5. Posto |              |   |          |         |                           |
| 27 Sett. 1987   | Buenos Aires | - | San Juan | 18 - 12 | Chateau Carreras, Córdoba |

| Finale 3. Posto |      |   |       |          |                           |
| 27 Sett. 1987   | Cuyo | - | Salta | 117 - 13 | Chateau Carreras, Córdoba |

| Finale 1. Posto |         |   |         |        |                           |
| 27 Sett. 1987   | Tucumàn | - | Cordoba | 32 - 7 | Chateau Carreras, Córdoba |